# 四苯基噻吩
四苯基噻吩是一种有机化合物，化学式为C28H20S。它可由氯化苄和硫加热反应制得；二苯乙炔和硫化钾在DMF中反应，或四溴噻吩和苯硼酸反应，也能得到四苯基噻吩。它和溴反应，靠近硫原子的苯环的对位氢发生取代反应，生成2,5-二(4-溴苯基)-3,4-二苯基噻吩。